# پارادوکس لوکاس
تناقض یا پارادوکسِ لوکاس (انگلیسی: Lucas paradox) در علم اقتصاد به این پدیده اشاره دارد که با وجود ارزان‌تر بودن نیروی کار در کشورهای در حال توسعه، جریان سرمایه از کشورهای توسعه‌یافته به کشورهای در حال توسعه شکل نمی‌گیرد. نظریه‌های سنتی اقتصاد پیش‌بینی می‌کنند که به علت بازده نزولی، سرمایه از کشورهای غنی به کشورهای فقیر جریان پیدا خواهد کرد. بر اساس این نظریه‌ها، سرمایه‌گذاری در کشورهای فقیر به دلیل ارزانی نیروی کار سودمندتر است. با این وجود در عمل این اتفاق نمی‌افتد. این پدیده را نخستین بار روبرت امرسون لوکاس در سال ۱۹۹۰ مطرح کرد و لذا از آن با عنوان تناقض لوکاس یاد می‌شود. نظریه‌پردازان دلایل این تناقض را به دو دسته «عقب‌ماندگی ساختارهای اجتماعی-اقتصادی» و «خطرات مربوط به  ملی‌سازی و عدم تقارن اطلاعاتی» تقسیم می‌کنند.